# Servantes de Marie, ministres des malades
Les Servantes de Marie, ministres des malades (en latin : Servae Mariae Infirmis Ministrantes) forment une congrégation religieuse féminine hospitalière de droit pontifical. 

## Historique
La congrégation est fondée à Madrid à l'initiative de Miguel Martínez y Sanz (1811 - 1890), prêtre du quartier de Chamberí, pour les soins à domicile des malades du quartier. Dom Miguel à une grande dévotion à Notre-Dame des Douleurs et à l'exemple des sept fondateurs des Servites de Marie qui ont répandu la dévotion aux douleurs de la Vierge, il veut sept femmes pour commencer sa fondation. Le 15 août 1851, les postulantes font leur première profession religieuse des mains de l'archevêque de Tolède, le cardinal Juan José Bonel y Orbe (à l'époque, Madrid dépendait de l'archidiocèse de Tolède, le diocèse de Madrid a été créé en 1868).
Mais Dom Miguel n'a pas l'âme d'un fondateur ; persuadé que la congrégation va s'arrêter, il décide en 1856 de partir comme missionnaire à Fernando Poo (île de Bioko en Guinée équatoriale), et nomme supérieure Soledad Torres Acosta. En 1857, le Père Gabin Sánchez, religieux augustin récollet est nommé directeur et rédige avec Soledad des constitutions religieuses. Le 27 septembre 1858, le Père Ange Barra Pardos, également religieux augustin récollet est administrateur et directeur des Servantes de Marie de Madrid.
La congrégation reçoit le décret de louange le 18 septembre 1867 ; elle se répand dans toute l'Espagne et l'Amérique. Elle est approuvée en 1876 par Léon XIII et obtient le 29 mai 1897 son agrégation auprès de l'ordre de Saint-Augustin. Le Saint-Siège approuve ses constitutions le 20 juin 1898.
En 1936, quatre servantes, sœur Augustine (Agustina Peña Rodríguez), sœur Aurélie (Aurelia Arambarri Fuerte), sœur Aurore (Aurora López González) et sœur Darie (Daría Andiarena Sagaseta), sont assassinées à Pozuelo de Alarcón lors de la guerre civile, elles sont béatifiées le 13 octobre 2013 à Tarragone.
María Catalina Irigoyen Echegaray (1848-1919), servante de l'ordre, est béatifiée à Madrid en 2011,.

## Activité et diffusion
Les Servantes de Marie, ministres des Infirmes se consacrent à la prise en charge des malades en particulier à domicile. 
Elles sont présentes en :
- Europe : Espagne, France, Italie, Portugal, Royaume-Uni.
- Amérique du Nord : Cuba, République dominicaine, États-Unis, Haïti, Mexique, Puerto Rico.
- Amérique centrale : Panama.
- Amérique du Sud : Argentine, Bolivie, Brésil, Colombie, Équateur, Pérou, Uruguay.
- Afrique : Cameroun.
- Asie : Philippines.

La maison généralice est à Rome.
En 2017, la congrégation comptait 1425 sœurs dans 108 maisons.

## Cinéma
Un film espagnol sur l'histoire de la fondation de la communauté, Luz de Soledad, de Pablo Moreno est sorti en 2016.